# Państwowy Fundusz Kombatantów
Państwowy Fundusz Kombatantów – podlega bezpośrednio Kierownikowi Urzędu ds. Kombatantów i Osób Represjonowanych, nie posiada osobowości prawnej. 
Fundusz tworzy się prawie wyłącznie z dotacji budżetowych (w 99%). Plan finansowy Państwowego Funduszu Kombatantów jest częścią ustawy budżetowej.

## Organ przyznający pomoc
Zgodnie z Rozporządzeniem Ministra Pracy i Polityki Socjalnej z dnia 17 kwietnia 1998 r. w sprawie kryteriów, form i trybu przyznawaniu u udzielania pomocy pieniężnej z Państwowego Funduszu Kombatantów, pomoc pieniężną z Funduszu przyznaje kierownik ośrodka pomocy społecznej działający z upoważnienia rady gminy, Związek Inwalidów Wojennych RP lub Związek Ociemniałych Żołnierzy RP (Dz.U. z 1998 r. nr 53, poz. 334).

## Warunki przyznania pomocy
Pomoc może być przyznana pod warunkiem, że dochód na osobę w rodzinie osoby uprawnionej, pomniejszony o miesięczne obciążenie zaliczką na podatek dochodowy, nie przekracza:
1. 220% najniższej emerytury (jej wysokość ogłaszana jest w Monitorze Polskim w przypadku osoby samotnej i 150% w pozostałych przypadkach;
2. 300% najniższej emerytury w przypadku konieczności zakupu sprzętu rehabilitacyjnego ułatwiającego życie osobie całkowicie niezdolnej do pracy i samodzielnej egzystencji lub w przypadku osób pobierających renty z tytułu inwalidztwa wojennego.

## Forma pomocy
Pomoc z Państwowego Funduszu Kombatantów wypłacana jest w formie:
1. jednorazowej pomocy doraźnej w wysokości do 150% najniższej emerytury w przypadku zaistnienia trudnych warunków materialnych lub zdarzenia losowego lub w wysokości 300% na częściowe pokrycie kosztów zakupu sprzętu rehabilitacyjnego lub pomocniczego;
2. pomocy okresowej w wysokości do 100% najniższej emerytury miesięcznie. Pomoc powinna być przeznaczona na zaspokojenie podstawowych potrzeb jednostki, ochronę zdrowia w przypadku długiej choroby powodującej wzrost kosztów utrzymania, zakup leków, środków opatrunkowych, usługi pielęgnacyjne odpowiednie do wieku, opłacenie lektora dla ociemniałych żołnierzy[2].